# Ljustjärnen (Säfsnäs socken, Dalarna, 666128-142832)
Ljustjärnen är en sjö i Ludvika kommun i Dalarna och ingår i Göta älvs huvudavrinningsområde. Sjöns area är 0,02 kvadratkilometer och den befinner sig 302 meter över havet.